# イザナギ
イザナギまたはイザナキ（伊邪那岐/伊弉諾/伊耶那岐）は、日本神話に登場する男神。『古事記』では伊邪那岐神、伊邪那岐命、『日本書紀』では、伊弉諾神と表記される。イザナミ（伊邪那美、伊弉冉、伊耶那美、伊弉弥）の夫。
アマテラスやスサノオ、ツクヨミ等多くの神の父神であり、神武天皇の7代前の先祖とされている。

## 概要
天地開闢において神世七代の最後に伊邪那美命とともに生まれた。そして高天原の神々に命ぜられ、海に漂っていた脂のような国土を固めるべく、天浮橋から天沼矛で海をかき回し、出来上がった淤能碁呂島にて伊邪那美命と結婚した。結婚は、女神が先に誘いの言葉を発ししたため一度は失敗しており、それを改めることにより成功した。国産み・神産みにおいて伊邪那美命の間に日本国土を形づくる多数の子を儲ける。その中には淡路島をはじめ大八洲（本州・四国・九州等）の島々、石・木・海（大綿津見神）・水・風・山（大山津見神）・野・火など森羅万象の神が含まれる。
伊邪那美命が、火の神である火之迦具土神（軻遇突智）を産んだために陰部に火傷を負って亡くなった。伊邪那岐命が伊邪那美命の遺体にすがって泣いていると、彼の涙から泣沢女神が生まれた。その後伊邪那岐命は怒りから火之迦具土神を殺し（その血や死体からも武御雷神等の神々が生まれる）、出雲と伯伎（伯耆）の国境の比婆山に埋葬した。なお日本書紀には伊邪那美命の生死や埋葬場所について異伝がある。
伊邪那岐命は、伊邪那美命に逢いたい気持ちを捨てきれず、黄泉国（よみのくに）まで逢いに行った。黄泉の火で調理した料理を食べてしまった伊邪那美命は最初こそ夫の勧めを断るが、やはり愛しい夫が逢いに来てくれたことだから自分も帰りたいと考え、黄泉津神たちと話し合うことにするが、その間は「決して覗いてはいけない」と言った。しかしいつまで経っても伊邪那美命が帰って来ないため、伊邪那岐命は妻との約束を破って覗いてしまうが、そこで見てしまったのは、腐敗して蛆にたかられ、八雷神（やくさのいかづちがみ）に囲まれた最愛の妻の醜い姿であった。その姿を恐れて伊邪那岐命は地上へ向かって逃げ出してしまう。追いかけてくる八雷神、予母都志許売（よもつしこめ）に髪飾りから生まれた葡萄、櫛から生まれた筍、黄泉の境に生えていた桃の木の実（意富加牟豆美命、おほかむづみ）を投げながら難を振り切った。
最後に伊邪那美命が追って来たが、伊邪那岐命は黄泉国と地上との境である黄泉比良坂（よもつひらさか）の地上側出口を千引きの岩とされる大岩で塞ぎ、伊邪那美命と完全に離縁した。岩の向こうから伊邪那美命が「お前の国の人間を1日1000人殺してやる」と言うと、伊邪那岐命は「それならば私は産屋を建て、1日1500の子を産ませよう」と言い返した。
その後、伊邪那岐命が黄泉国の穢れを落とすために「筑紫の日向の橘の小戸の阿波岐原（檍原）」で禊を行なうと様々な神が生まれた。最後に、左眼から天照大御神、右眼から月読命、鼻から建速須佐之男命の三貴子が生まれた。伊邪那岐命は三貴子にそれぞれ高天原・夜・海原の統治を委任した。
しかし、須佐之男命が母親のいる「根之堅州国」へ行きたいと言って泣き止まず、海原は荒れに荒れたため伊邪那岐命は怒って須佐之男命を追放し、自身は淡道の多賀の幽宮に篭った。『日本書紀』では、スサノヲの追放を決めた後、スサノヲが根の国に行く前に高天原に行く事を許可してから、淡路の「幽宮」(かくれみや)に静かに隠れたか、天の「日之少宮」(日のわかみや)に留まり宅んだ。

## 幽宮について
和銅5年（西暦712年）編纂の『古事記』の写本のうち真福寺本には「故其伊耶那岐大神者坐淡海之多賀也」「伊邪那岐大神は淡海の多賀に坐すなり」との記述があり、これが多賀大社の記録だとする説があるが、『日本書紀』には「構幽宮於淡路之洲」「幽宮を淡路の洲に構りて」とある。つまり国産み・神産みを終えた伊弉諾尊が、最初に生んだ淡路島の地に幽宮を構えたとある。そもそも後の近江は淡海ではなく近淡海と書くこともあり、真福寺本の「淡海」は「淡路」の誤写であった可能性が高いと考えられる。

## 名前の由来
以下の諸説があり、定説はない。
1. 「いざな」は「誘う（いざなう）」の語根で、「ぎ」は男性を表す語（本居宣長『古事記伝』1798年）。
2. 「いさ」は「功徳」の意の「功（いさを）」の語根で、「き」は男性を表す語（白鳥庫吉『神代史の新研究』岩波書店1954年）。
3. サンスクリットの「伊舎那天（いしゃなてん）」、「伊舎那后（いしゃなくう）」から（北畠親房『神皇正統記』1339年頃）。神仏習合を参照。

## 祀る神社
- 伊弉諾神宮（兵庫県淡路市） - 『古事記』・『日本書紀』に伊弉諾尊の幽宮と伝わる[8]。式内明神大社。
- おのころ島神社（兵庫県南あわじ市） - 『古事記』・『日本書紀』の国産み神話に登場する、「おのころ島」と伝承される丘に立つ神社であり、イザナギ・イザナミを主祭神として祀る。
- 江田神社（宮崎県宮崎市） - イザナギが禊を行ったとされる地[9]。
- 多賀大社（滋賀県多賀町）[9]
- 月讀宮の伊佐奈岐宮（三重県伊勢市）
- 三峯神社（埼玉県秩父市）[9]
- 筑波山神社（茨城県つくば市）[9]
- 常陸國總社宮（茨城県石岡市）[10]
- 熊野神社（千葉県四街道市）[11]
- 左右神社（千葉県東庄町）
- 高塚熊野神社（静岡県浜松市中央区）
- 雄山神社（富山県立山町）[12]
- 熊野速玉大社（和歌山県新宮市）[9]
- 佐太神社（島根県松江市）[9]
- 小戸神社（福岡県福岡市西区） - 『古事記』・『日本書紀』の筑紫の日向の橘の小戸の阿波岐原と伝わる。小戸大神宮、小戸小神宮。
- 全国の伊邪那岐神社。